# Gwiazda Śmierci
Gwiazda Śmierci – fikcyjna bojowa stacja kosmiczna zdolna niszczyć całe planety, pojawiająca się w filmach z serii Gwiezdne wojny.
Gwiazda Śmierci była produktem Imperium Galaktycznego, zbudowanym w celu unicestwienia Rebelii i ostatecznego zyskania kontroli nad planetami Galaktyki.

## Historia
Pierwszy projekt konstrukcyjny stacji bojowej uzyskał od mieszkańców planety Geonosis ówczesny Wielki Kanclerz Republiki – Palpatine za pośrednictwem Hrabiego Dooku (Gwiezdne wojny: część II – Atak klonów). Następnie projekt rozwijany był pod pieczą Wilhuffa Tarkina przez konstruktora Bevela Lemeliska, co zaowocowało powstaniem następujących konstrukcji:
- Prototyp Gwiazdy Śmierci - w istocie projekt poboczny, mający na celu ukazanie możliwości stworzenia zaprojektowanej stacji bojowej wobec przedłużających się prac i problemów z głównym projektem. Konstrukcję tę stanowił ażurowy, metalowy szkielet, wyposażony w prototypowe działo grawitonowe (broń zdolną niszczyć całe planety) oraz systemy napędu nadświetlnego i sterowania. Prototyp skonstruowany został w tajnej imperialnej placówce badawczej zwanej Laboratorium Otchłani, tam też uległ zniszczeniu 11 lat po bitwie o Yavin. Wydarzenia te opisane zostały w trylogii książkowej Władcy Mocy (Champions of the Force) Kevina J. Andersona.

- Pierwsza Gwiazda Śmierci została zbudowana na orbicie więziennej planety Despayre w systemie Horuz. Pierwszym testem jej uzbrojenia było zniszczenie Despayre, a pierwszym publicznym wykorzystaniem - zniszczenie Alderaanu (Gwiezdne wojny: część IV - Nowa nadzieja). Stacja została zniszczona przez Luke’a Skywalkera podczas próby ataku na rebeliancką kwaterę główną na Yavinie IV. Starcie to przeszło do historii Galaktyki jako Bitwa o Yavin.

- Druga Gwiazda Śmierci powstawała na orbicie księżyca planety Endor. Nieukończona, ale w pełni uzbrojona stacja kosmiczna stała się częścią nieudanej pułapki zastawionej przez Palpatine’a na siły Sojuszu Rebeliantów. Podczas bitwy uległa zniszczeniu z rąk Wedge’a Antillesa i Lando Calrissiana wraz z załogą Sokoła Millenium, co zostało ukazane w filmie Gwiezdne wojny: część VI - Powrót Jedi.

## W grach komputerowych
Gwiazda Śmierci pojawia się w wielu grach komputerowych. W X-Wingu i X-Wing Alliance gracz pilotując odpowiednio myśliwiec i Sokoła Millennium atakuje stację bojową i doprowadza do jej zniszczenia. W Rebellion grając po stronie Imperium może zbudować i włączyć wiele takich stacji do swojej floty. W Battlefront II część misji rozgrywa się na pokładzie pierwszej Gwiazdy Śmierci. W grze Star Wars: Empire at War można zbudować pierwszą Gwiazdę Śmierci, która niszczy całe planety. Na końcu tej gry jest cut scenka ukazująca zniszczenie tej broni przez Rebelię. W dodatku do tej gry Forces of Corruption możliwe jest używanie Drugiej Gwiazdy. „Gwiazda Śmierci” pojawia się także w grze Star Wars: The Force Unleashed, w której uczeń Lorda Vadera trafia na tę stację bojową w poszukiwaniu swojego byłego Mistrza. W grze Galactic Civilizations II pojawia się „Gwiazda Terroru” - bardzo droga konstrukcja, która niszczy od razu całe układy gwiezdne. Pojawiająca się w grze Organizacja Planet Zjednoczonych OPZ może zaproponować wniosek o zakazie produkcji Gwiazdy Terroru.

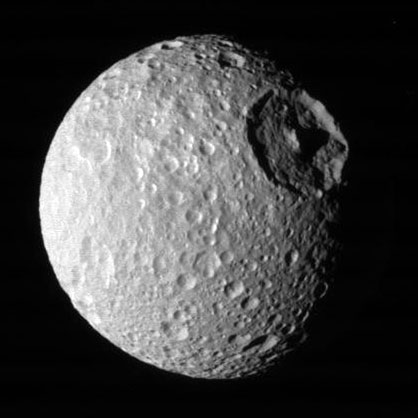
Zdjęcie Mimasa wykonane przez sondę Voyager 1